# 达释
达释，蒙古帝国大臣。高昌回鹘人，世居五城（庭州，别失八里）。鐵哥朮的祖父。
达释有谋略，為高昌國人所信服。铁木真西征时，高昌國主害怕，用錦衣、白貂帽召来達釋商议。達釋知蒙古要统一天下，勸高昌国王归附铁木真，以安其國，由此他號称尚書。铁木真班師，諸王对他说：「達釋之子野里朮驍勇善戰，所率领的部落又強大。听说其人经常想要率衆效順而未有其便。」铁木真給驛馬五百，迎來野里朮，非常器重他。